# لاکشمی منون (هنرپیشه)
لاکشمی منون (انگلیسی: Lakshmi Menon؛ زادهٔ ۱۹ مهٔ ۱۹۹۶) یک هنرپیشه اهل هند است.
از فیلم‌ها یا برنامه‌های تلویزیونی که وی در آن نقش داشته است می‌توان به روح، برابر ماه زیبا ۲ و قلب یخی اشاره کرد.